# The Castles of Doctor Creep
Bei The Castles of Doctor Creep handelt es sich um ein Computerspiel aus dem Jahr 1984, welches von Edward R. Hobbs für den Commodore 64 programmiert und vom Publisher Brøderbund veröffentlicht wurde. Es handelt sich um ein Plattform-Spiel, in dem der Spieler versuchen muss, aus den Schlössern des bösen Doctor Creep zu entkommen. Dies kann sowohl als Einzel- als auch als kooperative Mission von zwei Spielern geschehen.

## Handlung
Der Spieler wurde von seiner Firma nach Transsylvanien versetzt und ist dort auf der Suche nach einer Wohnung. Dabei gerät er in die Fänge von Dr. Creep, der ihn in einem seiner 13 Schlösser einsperrt. Ziel des Spiels ist es, aus den Schlössern zu entkommen.

## Spielprinzip und Technik
Das Spiel beginnt in einem Raum des Schlosses. Mit Hilfe von Leitern und Rutschstangen können verschiedene Plattformen erreicht werden. Anders als in diversen Jump-’n’-Run-Spielen kann die Spielfigur weder Sprünge ausführen noch durch das Betreten von Löchern oder das Überschreiten der Plattformbegrenzung auf tiefere Ebenen fallen. In jedem Raum des Schlosses gibt es Türen, welche in benachbarte Räume führen. Einige Türen lassen sich durch Druckschalter öffnen, andere nur mit verschiedenfarbigen Schlüsseln, die erst gefunden werden müssen.
Das Vorankommen im Spiel wird durch verschiedene Objekte behindert: Schaltbare Fließbänder, timergesteuerte Kraftfelder, steuerbare Strahlenkanonen, schaltbare Blitzentladungskugeln, schaltbare Falltüren, Mumien und Frankensteins Monster. In einigen Räumen gibt es zudem Teleportationskabinen, um sich auf andere Ebenen zu beamen.
Die unterschiedlichen Objekte sind mit ihren Schaltern so in den Räumen angeordnet, dass der Spieler herausfinden muss, welchen Schalter er wann betätigen muss, um weiterzukommen. Oftmals müssen sämtliche Räume des Schlosses in mehreren Zyklen durchlaufen werden, um die Auswirkung eines Schalters nutzen zu können. Dies ist im Allgemeinen mit einem hohen Zeitaufwand verbunden, wenn man die Mission als Einzelspieler durchführt.
Ziel des Spieles ist es, den Ausgang zu öffnen und hindurchzugehen, um dem jeweiligen Schloss zu entkommen.

### Schlösser
Dem Spieler stehen insgesamt 14 Schlösser zur Auswahl, wobei ein Schloss als Tutorial dient. Die Namen der Schlösser lauten:
- Tutorial
- Sylvania
- Callanwolde
- Tannenbaum
- Alternation
- Freedonia
- Carpathia
- Parthenia
- Teasdale
- Rittenhouse
- Romania
- Doublecross
- Baskerville
- Lovecraft

## Produktionsnotizen
Programmierer Ed Hobbs, der auch für Grafik und Musik des Spiels verantwortlich zeichnete, arbeitete als Freiberufler für Brøderbund. Er war noch bis Mitte der 1990er-Jahre als Spieleprogrammierer tätig, unter anderem als leitender Programmierer eines FMV-Adventures für die 3DO-Konsole und als leitender Programmierer zweier Rennspiele für Revell. In den 2000er-Jahren machte er sich mit einer Firma für Wimmelspiele selbständig.

## Rezeption
Das deutsche Magazin Telematch bezeichnete das Spiel als „grafisch hervorragend“ und stellte eine hohe Langzeitmotivation heraus. Die Happy Computer bezeichnete den Kooperationsmodus für zwei Spieler als „absolut einmalig“. Die Grafik hingegen sei „etwas abstrakt“ und stellenweise unfreiwillig komisch. In Summe sei The Castles of Doctor Creep aber „ein tolles Simultanspiel, das einen lange Zeit an den Computer fesselt“.
Das britische Zzap!64-Magazin hingegen kritisierte die altbackene visuelle und akustische Präsentation des Spiels, lobte aber die fordernden Puzzles.